# François d’Espinay

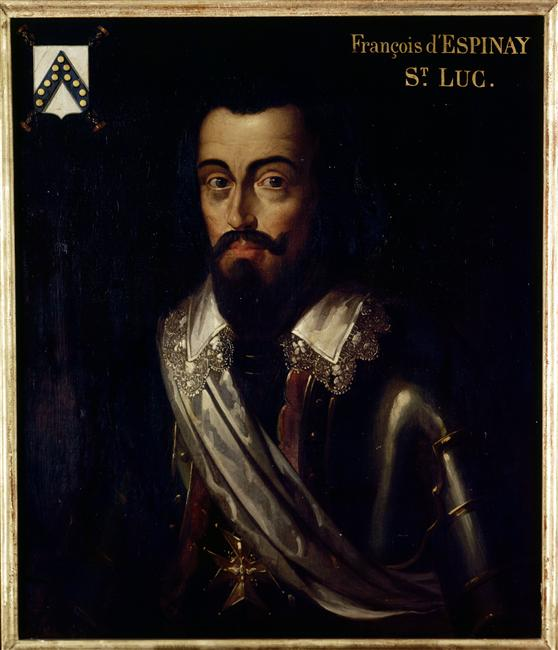
François d’Espinay

François d’Espinay (* 1554; † 1597 vor Amiens, Frankreich), seigneur de Saint-Luc, baron de Crèvecoeur, d’Arvert et de Gaillefontaine, war ein französischer Heerführer, Ritter vom Heiligen Geist, Gouverneur von Saintonge und Brouage, Generalstatthalter der Bretagne und Großmeister der Artillerie von Frankreich (1596).
François war der Sohn des Valeran d’Espinay-Saint Luc und der Marguerite de Grouches. Durch seine Tapferkeit in der Schlacht von Coutras und bei den Belagerungen von Épernay, Paris, Laon und anderen Städten machte er sich den Königen Heinrich III. und Heinrich IV. so verdient, dass letzterer ihn 1594 zum Ritter seiner Orden und 1596 zum Großmeister der Artillerie ernannte. Er fiel 1597 bei der Belagerung der Stadt Amiens.
François d’Espinay hinterließ einige Reden vom Kriege und auch Gedichte, die er schrieb, während er sich – da seine Feinde ihn bei Heinrich III. verleumdet hatten – in seinem Gouvernement in Brouage aufhielt. Er hatte zuvor zu den Mignons Heinrichs III. gehört. 
Aus der Ehe mit der Tochter des Marschalls Charles de Cossé-Brissac, Jeanne, gingen vier Söhne hervor: Timoléon (1580–1644), Marschall von Frankreich; Artus († 1618), Bischof von Marseille, Charles († 1622) und François, Malteserritter.